# Nordseewerke
Nordseewerke Emden GmbH (parfois abrégé NSWE, en français : Chantiers de la mer du Nord) était une entreprise de construction navale, située à Emden dans le Nord de l'Allemagne.
Fondés en 1903, les chantiers de construction navale ont fermé en 2010 et la société a été reprise par la Schaaf Industrie AG (SIAG), qui, réalise entre autres des composants pour les systèmes off-shore, fournisseur actuel de l'industrie de l'énergie éolienne.
Le chantier emploie quelque 1 400 personnes dans les dernières années et qui représente le deuxième plus grand employeur à Emden, après l'installation du constructeur automobile Volkswagen. 
Le chantier a une histoire mouvementée et était, jusqu'en 2010, une filiale du groupe ThyssenKrupp et était une division de ThyssenKrupp Marine Systems (TKMS). La société est l'un des plus grands chantiers navals allemands. En 2009, le chantier naval avait environ 1 400 employés dans les trois domaines de navires, la construction navale marchande et la réparation de navires.
En 2012, la situation des chantiers était très critique ; quelques-uns des anciens employés du chantier naval sont toujours employés du nouveau propriétaire SIAG, qui est également devenu insolvable en 2012.

## Historique

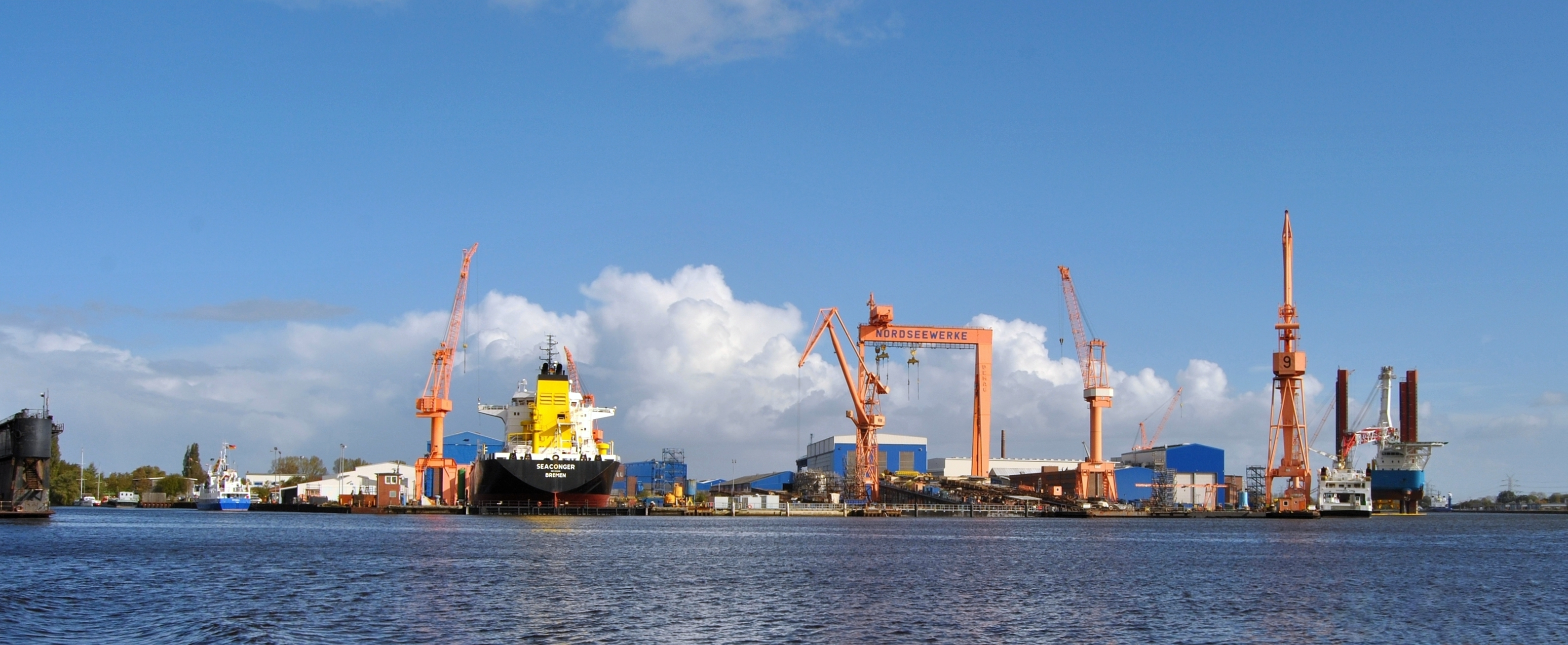
Les chantiers Nordseewerke avec le port intérieur de Emden au premier plan, vu du sud-ouest en 2010.

Nordseewerke a été fondée le 11 mars 1903 et a été l'un des plus anciens parmi les chantiers encore en activité en Allemagne. La construction navale s'est achevée en 2010. Son successeur est la Schaaf Industrie AG (SIAG). 
L'entreprise a construit des navires de commerce de toutes les catégories, mais aussi des navires pour la Kaiserliche Marine pendant la Première Guerre mondiale, la Kriegsmarine plus tard et d'aujourd'hui Deutsche Marine moderne.
Le chantier a également construit des navires pour une utilisation par d'autres marines, comme les sous-marins de la classe Kobben (ou Type 207) et Ula (ou Type 210) pour la Marine royale norvégienne, qui ont été construits pour fonctionner dans des eaux côtières peu profondes. Au cours des vingt dernières années, les sous-marins ont également été exportés vers l'Afrique du Sud, l'Argentine (sous-marin TR 1700) et Israël.
Outre les porte-conteneurs et d'autres navires transportant du fret, Nordseewerke a également construit des navires de guerre.
En 1971, le paquebot de croisière Sea Venture (rebaptisé Pacific Princess) y a été construit. Le navire est bien connu comme lieu de tournage de la série La croisière s'amuse.

## Sélection de navires construits par Nordseewerke
- 1915-1916, première construction de dragueurs de mines pour la Kaiserliche Marine (M13 et M14)
- 1915-1917, la construction de dix navires de pêche (parmi eux Geier, Bielefeld, Münster), tous utilisés comme navires pendant la Première Guerre mondiale
- 1920, pétrolier baltique de 14 000 t pour la Deutsch-Amerikanische Petroleum AG (DAPG), le plus grand navire de NSWE à ce moment
- 1922, la construction d'un quai flottant pour l'Argentine
- 1931, navire de transport de minerai Odin pour le Hamburger Seereederei Frigga
- 1931, pétrolier J. H. Senior de 17 500 t pour la Baltisch Amerikanische Petroleum Import GmbH de Dantzig
- 1940 - 1944, la livraison de trente sous-marins (Unterseeboot) de Type VII C (U-331 à U-350 et U-1101 à U-1110) ; des commandes supplémentaires de sous-marins sont annulées

| Type     | Bateaux         | Nbre | N° fabrique | Construction |
| -------- | --------------- | ---- | ----------- | ------------ |
| VII B    | U-331 à U-350   | 20   | 203 à 222   | 1939 à 1943  |
| VII C    | U-1101 à U-1102 | 2    | 223 à 224   | 1941 à 1944  |
| VII C/41 | U-1103 à U-1110 | 8    | 225 à 232   | 1942 à 1944  |

Le premier sous-marin U-Boot lancé par les chantiers Nordseewerke est le U-331 le 20 décembre 1940, et le dernier sous-marin est le U-1108 le 5 septembre 1944. Il s'agit de bateaux effectivement mis en service dans la Kriegsmarine.
D'autres U-Boote sont commandés, mais non réalisés, par suite de l'annulation des commandes et de la fin de la Seconde Guerre Mondiale.
| Type     | Bateaux          | Nbre | N° fabrique | Commandé en | Annulé le |
| -------- | ---------------- | ---- | ----------- | ----------- | --------- |
| VII C/41 | U-1111 et U-1114 | 4    | 233 à 236   | 1942        |           |
| VII C/42 | U-1115 et U-1120 | 6    | 237 à 242   | 1943        |           |

- 1973, porte-conteneurs Sea-Land Trade et Sea-Land Finance pour la Sea-Land Service Inc. aux États-Unis avec une propulsion par turbine à gaz, en pointe pour l'époque et pour des navires marchands
- 1976 Constr.No.399, cargo Aegir pour la Seereederei Frigga ; un total de vingt-trois navires de cette compagnie ont été construits par NSWE entre 1921 et 1968
- 1977, CNo.455, cargo combiné pour minerai et pétrole  Saggat pour une entreprise suédoise
- 1978-1979, CNo.463/465, les sous-marins de la classe TR 1700 Santa Cruz et San Juan de la Marine argentine
- 1979, BACO-LINER 1, un nouveau concept développé de navire barge/porte-conteneurs (BACO = BArge et COnteneur) ; suivi du BACO-LINER 2 et du BACO-LINER 3
- 1983, Cno. 464, frégate de la classe Bremen Emden (F 122); suivi en 1990 de la frégate Lübeck
- 1986, la reconstruction du brise-glace soviétique Mudyug avec les nouvelles technologies (parmi elles : le Thyssen-Waas Bow et le système de bulles d'air); suivi du brise-glace Kapitan Sorokin
- 1994-1996, CNo.469, frégate de la classe Brandebourg Bayern (F 123) pour la marine allemande
- 1999, Cno. 525, dragueuse-suceuse Vasco da Gama pour l'entreprise belge Jan de Nul Offshore, la plus grande dragueuse suceuse dans le monde entier à ce moment
- 1999, sous-marin de la classe Dolphin pour la marine israélienne, en tout trois unités de cette classe ont été construites à NSWE (Dolphin, Leviathan et Tekuma)
- 2001, Cno. 521,  frégate de la classe Sachsen Hessen (F 124) en collaboration avec Blohm & Voss et HDW (ARGE F 124) pour la marine allemande
- Décembre 2009, lancement du porte-conteneurs Frise Cottbus, dernier navire des chantiers NSWE.

## Sources
- (en) Cet article est partiellement ou en totalité issu de l’article de Wikipédia en anglais intitulé « Nordseewerke » (voir la liste des auteurs).